# Merani Martwili
FC Merani Martwili (gruz. მერანი მარტვილი საფეხბურთო კლუბი) – gruziński klub piłkarski z siedzibą w Martwili.

## Historia
Chronologia nazw:
- 1955—199?: Salkchino Gegeczkori
- 199?—199?: Czkondidi Martwili
- 199?—199?: Salkchino Martwili
- od 2007: FC Merani Martwili

Klub Salkchino Gegeczkori powstał w roku 1955. Występował w mistrzostwach Gruzińskiej SRR. Po rozpadzie ZSRR klub zmienił nazwę na Czkondidi Martwili i startował w mistrzostwach niepodległej Gruzji. Najpierw występował w niższych ligach. W 2007 klub zmienił nazwę z Salkchino Martwili na Merani Martwili i awansował do Pirveli Liga. Kolejne trzy sezony stanowił się trzecim w 2.lidze. W sezonie 2010/11 zajął 2.miejsce i awansował do I ligi.

## Sukcesy
- 2.liga Gruzji:

wicemistrz: 2010/11
3 miejsce: 2007/08, 2008/09, 2009/10
- Puchar Gruzji:

półfinalista: 2009/10